# Yutaka Tahara
Yutaka Tahara (Kagoshima, 27 april 1982) is een Japans voetballer.

## Carrière
Yutaka Tahara speelde tussen 2001 en 2011 voor Yokohama F. Marinos, Kyoto Sanga FC en Shonan Bellmare. Hij tekende in 2012 bij Yokohama FC.